# Pedro María Ramírez Ramos
Pedro María Ramírez Ramos (La Plata, 23 ottobre 1899 – Armero, 10 aprile 1948) è stato un presbitero colombiano.
Durante un'ondata di violenza, esplosa in tutta la Colombia, a causa della morte di Jorge Eliécer Gaitán, candidato liberale alle elezioni presidenziali, venne visto con sospetto da un gruppo di rivoltosi, poiché era ritenuto un sostenitore dei conservatori, come lo erano molti esponenti della Chiesa cattolica. Per questa ragione, morì accoltellato a colpi di machete nel 1948. Nel suo testamento spirituale aveva affermato che avrebbe versato il suo sangue per il popolo di Armero.
È stato beatificato nel 2017 da papa Francesco, nella città di Villavicencio, insieme a mons. Jesús Emilio Jaramillo Monsalve, vescovo di Arauca.